# Arnicratea
Arnicratea es un género de plantas con flores con tres especies pertenecientes a la familia Celastraceae.

## Taxonomía
El género fue descrito por  Nicolas Hallé y publicado en Bulletin du Muséum National d'Histoire Naturelle, Section B, Adansonia. Botanique Phytochimie 6: 12. 1984. La especie tipo es: Arnicratea grahamii

## Especies
- Arnicratea cambodiana
- Arnicratea ferruginea
- Arnicratea grahamii